# Cyberspace

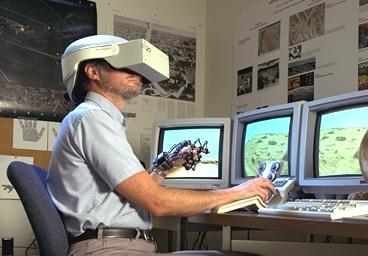
VR-Ausrüstung der NASA (vor 2008)

Cyberspace (englisch cyber als Kurzform für „Kybernetik“, space „Raum, Weltall“: kybernetischer Raum, Kyberraum) bezeichnet im engeren Sinne eine konkrete virtuelle Welt oder virtuelle Realität („Scheinwelt“), im erweiterten Sinne die Gesamtheit mittels Computern erzeugter räumlich anmutender oder ausgestalteter Bedienungs-, Arbeits-, Kommunikations- und Erlebnisumgebungen. In der verallgemeinernden Bedeutung als Datenraum umfasst der Cyberspace das ganze Internet. Die Sozialwissenschaften verstehen den Cyberspace weitergehend als „computermedial erzeugten Sinnhorizont“ und als Teil der Cybergesellschaft (siehe auch Cyberanthropologie).

## Konzept

### In der Literatur
Die erste ernstzunehmende Ausformulierung des Konzepts findet sich bereits 1964 in Stanislaw Lems Summa technologiae, worin das Konzept des Cyberspace unter der Bezeichnung Periphere Phantomatik beschrieben wird. Eine weitere frühe Darstellung findet sich in Oswald Wieners Roman die Verbesserung von Mitteleuropa von 1969, in den Abschnitten notizen zum konzept des bio-adapters und appendix A. der bio-adapter.
In der Kurzgeschichte True Names and Other Dangers (1987) führte Vernor Vinge die Ideen weiter. Seine Protagonisten wandern in einer virtuellen Welt und interagieren mit virtuellen Gegenständen. Manche haben sich in Gruppen zusammengeschlossen und verstecken sich in abgetrennten Teilen, genannt „Walled Garden“.
Begründer der sogenannten Cyberspace Fiction ist der amerikanische Science-Fiction-Autor William Gibson. Er verwendet den Begriff Cyberspace zuerst 1982 in der Kurzgeschichte Burning Chrome (1982) sowie in seiner Neuromancer-Trilogie (1984–88), die zur Cyberpunk-Literatur gezählt werden.
Gibson beschreibt den Cyberspace als konsensuelle Halluzination eines von Computern erzeugten grafischen Raums:

„Troden auf, und da waren sie, alle Daten der Welt, dicht an dicht wie eine einzige riesige Neonstadt, so dass man herumziehen konnte und einen gewissen Zugang zu ihnen hatte – zumindest optisch, denn sonst war es zu kompliziert, sich an bestimmte Daten ranzupirschen, die man suchte.“

In seinen Romanen erzeugen die Menschen den Cyberspace – der von Gibson auch als „Matrix“ bezeichnet wird – indem sie sich über eine neuronale Schnittstelle an vernetzte Computer anschließen. Das hier beschriebene völlige Eintauchen in den kybernetischen Raum scheint die Immersion der virtuellen Realität vorwegzunehmen, wie sie ab den späten 1980er Jahren als Computertechnik der Raumsimulation realisiert wurde. Als Vordenker der virtuellen Realität wird allgemein Jaron Lanier bezeichnet. Eine ähnliche Technologie wird bei Neal Stephenson Metaversum genannt. Der 2008 erschienene Roman Der Birkenwald von Kai-Michael Böttcher verwendet den Cyberraum als Homomorphismus der geistigen Welt. Die im Cyberspace gefangenen Menschen leben zwar in einer virtuellen Welt, hier aber mit dem Anspruch, die Gedankenkraft des Menschen zu verdeutlichen. Im Roman Kryonium. Die Experimente der Erinnerung von Matthias A. K. Zimmermann wird ein Serious Game beschrieben, dessen Algorithmen aus den Gehirnströmen der Patienten Cyberräume erschaffen. Die Patienten spielen in Simulationen, die mittels Brain-Computer-Interface erzeugt werden, gegen ihr Erinnerungsvermögen an.
Umgangssprachlich diente der Ausdruck Cyberspace vor allem in den 90er Jahren zumeist als Synonym für das Internet oder spezieller das World Wide Web (WWW). Die technik- und sozialwissenschaftliche Forschung tendiert jedoch dahin, Internet und WWW als Infrastrukturen vom Cyberspace zu unterscheiden. Cyberspace erscheint hier als virtualisierter Raumeindruck, der keine topographische Lokalität aufweist. Darüber hinaus wird Cyberspace in aktuellen sozialwissenschaftlichen Forschungsansätzen als „computermedial erzeugter Sinnhorizont“ verstanden. Wer in den Cyberspace eintritt, dessen soziale, sachliche, räumliche und zeitliche Wahrnehmungen werden virtualisiert.
Ein wichtiger Text zu den rechtlichen Bedingungen solcher virtueller Räume ist die 1996 veröffentlichte Unabhängigkeitserklärung des Cyberspace von John Perry Barlow, die eine Freiheit von Kontrolle durch nationale Regierungen forderte.

### Im Film
Das Lexikon des internationalen Films beschreibt Cyberspace als Konzept oder Idee eines elektronischen bzw. virtuellen und begrifflichen Raumes. Dieser wird durch die grafische Darstellung abstrahierter Datensätze generiert und erscheint mitunter völlig real, da es den darin vorhandenen Objekten und Personen der realen Welt oftmals möglich ist interaktiv im Cyberspace zu kommunizieren. Anders als die „Virtual Reality“, als fiktive, vom User erfahrbare virtuelle Welt, bezeichnet ist entsteht der Cyberspace als programmierter Datenraum.
Als prominente Vertreter des Cyberspace im Film werden folgende Filme genannt, die auch unter die Oberkategorie Cyberpunk fallen:
| Jahr | Titel           | Land     | Regie                 | Sonstiges                               |
| ---- | --------------- | -------- | --------------------- | --------------------------------------- |
| 1995 | Johnny Mnemonic | USA/CAN  | Robert Longo          | Vorlage und Drehbuch von William Gibson |
| 1995 | Virtuosity      | USA      | Brett Leonard         |                                         |
| 1999 | eXistenZ        | CAN/UK/F | David Cronenberg      |                                         |
| 1999 | Matrix          | USA      | Wachowski-Geschwister | sowie Animatrix                         |

Zu den frühen Vertretern aus dem Bereich Cyberspace gehörte in den 1980er Jahren die Fernsehserie Max Headroom ebenso wie der US-Trickfilm Tron (1982), die als zwei der ersten die Möglichkeiten der virtuellen Realität und virtueller Existenzen einsetzten. Ein weiterer Anime-Klassiker ist die japanische Produktion Ghost in the Shell aus dem Jahr 1995.

## Entwicklung der Kybernetik und des Cyberspace
Eine Hochphase erlebte die Kybernetik von 1946 bis 1953 auf den weltberühmten Macy-Konferenzen. Bedeutende Wissenschaftler wie Alan Turing, John von Neumann und Heinz von Foerster legten hier die Grundsteine der modernen Computertechnik wie im Bereich der Rechnerarchitektur, die heute Voraussetzung sind für den realen Cyberspace auf Computern.
Üblicherweise assoziiert man mit dem Cyberspace in realen Rechnersystemen einen computermedial erzeugten virtuellen Raum, welcher auf der Bildschirmanzeige eines Computersystems dargestellt und lediglich in der geistigen Vorstellung durch die Achsen eines hinzugedachten Koordinatensystems aufgespannt wird. Das hinzugedachte Koordinatensystem ist nur ein Hilfsmittel, welches in der computergrafischen Programmierung praktische Anwendung findet, jedoch bei Ausführung des Codes auf dem Bildschirm in der Regel nicht zu sehen ist. Sind die Objekte im virtuellen Raum planvoll erzeugt, so kann im virtuellen Raum ein Sinnhorizont generiert werden, mit dessen Hilfe eine virtuelle Welt entsteht, die im Zusammenhang mit dem Internet im Begriff des Web3D eine spezielle Konkretisierung erfährt.

## Meta-Universen bzw. Metaversum
Nach dem Medienhype um das virtuelle Spiel Second Life entstanden viele andere wie Secret City, There, Entropia, sMeet, StageSpace, Metaverse oder Utopia. Der Second Life Talk (heute AVAMEO) bezeichnet diese Metaversen auch als internetbasierte 3D-Infrastrukturen, oder es ist die Rede von Web3D. Insbesondere das Zusammenspiel der Begriffe Fiktion, Realität, Virtualität und Kybernetik werden hier behandelt.